# TAF7
TAF7 (англ. TATA-box binding protein associated factor 7) – білок, який кодується однойменним геном, розташованим у людей на короткому плечі 5-ї хромосоми. Довжина поліпептидного ланцюга білка становить 349 амінокислот, а молекулярна маса — 40 259.
| 10         |  | 20         |  | 30         |  | 40         |  | 50         |
| ---------- |  | ---------- |  | ---------- |  | ---------- |  | ---------- |
| MSKSKDDAPH |  | ELESQFILRL |  | PPEYASTVRR |  | AVQSGHVNLK |  | DRLTIELHPD |
| GRHGIVRVDR |  | VPLASKLVDL |  | PCVMESLKTI |  | DKKTFYKTAD |  | ICQMLVSTVD |
| GDLYPPVEEP |  | VASTDPKASK |  | KKDKDKEKKF |  | IWNHGITLPL |  | KNVRKRRFRK |
| TAKKKYIESP |  | DVEKEVKRLL |  | STDAEAVSTR |  | WEIIAEDETK |  | EAENQGLDIS |
| SPGMSGHRQG |  | HDSLEHDELR |  | EIFNDLSSSS |  | EDEDETQHQD |  | EEDINIIDTE |
| EDLERQLQDK |  | LNESDEQHQE |  | NEGTNQLVMG |  | IQKQIDNMKG |  | KLQETQDRAK |
| RQEDLIMKVE |  | NLALKNRFQA |  | VLDELKQKED |  | REKEQLSSLQ |  | EELESLLEK  |

A: Аланін

C: Цистеїн

D: Аспарагінова кислота

E: Глутамінова кислота

F: Фенілаланін

G: Гліцин

H: Гістидин

I: Ізолейцин

K: Лізин

L: Лейцин

M: Метіонін

N: Аспарагін

P: Пролін

Q: Глутамін

R: Аргінін

S: Серин

T: Треонін

V: Валін

W: Триптофан

Кодований геном білок за функцією належить до фосфопротеїнів. 
Задіяний у таких біологічних процесах, як транскрипція, регуляція транскрипції, поліморфізм. 
Локалізований у ядрі.